# Talmakante
Talmakante (franska: Talmakante (CR), Talmakante (Commune Rurale), arabiska: سيدي موسى الحمري) är en kommun i Marocko.   Den ligger i provinsen Taroudannt och regionen Souss-Massa, i den centrala delen av landet, 400 km sydväst om huvudstaden Rabat. Antalet invånare är 4 369.